# Torre de radio y televisión de Tianjin

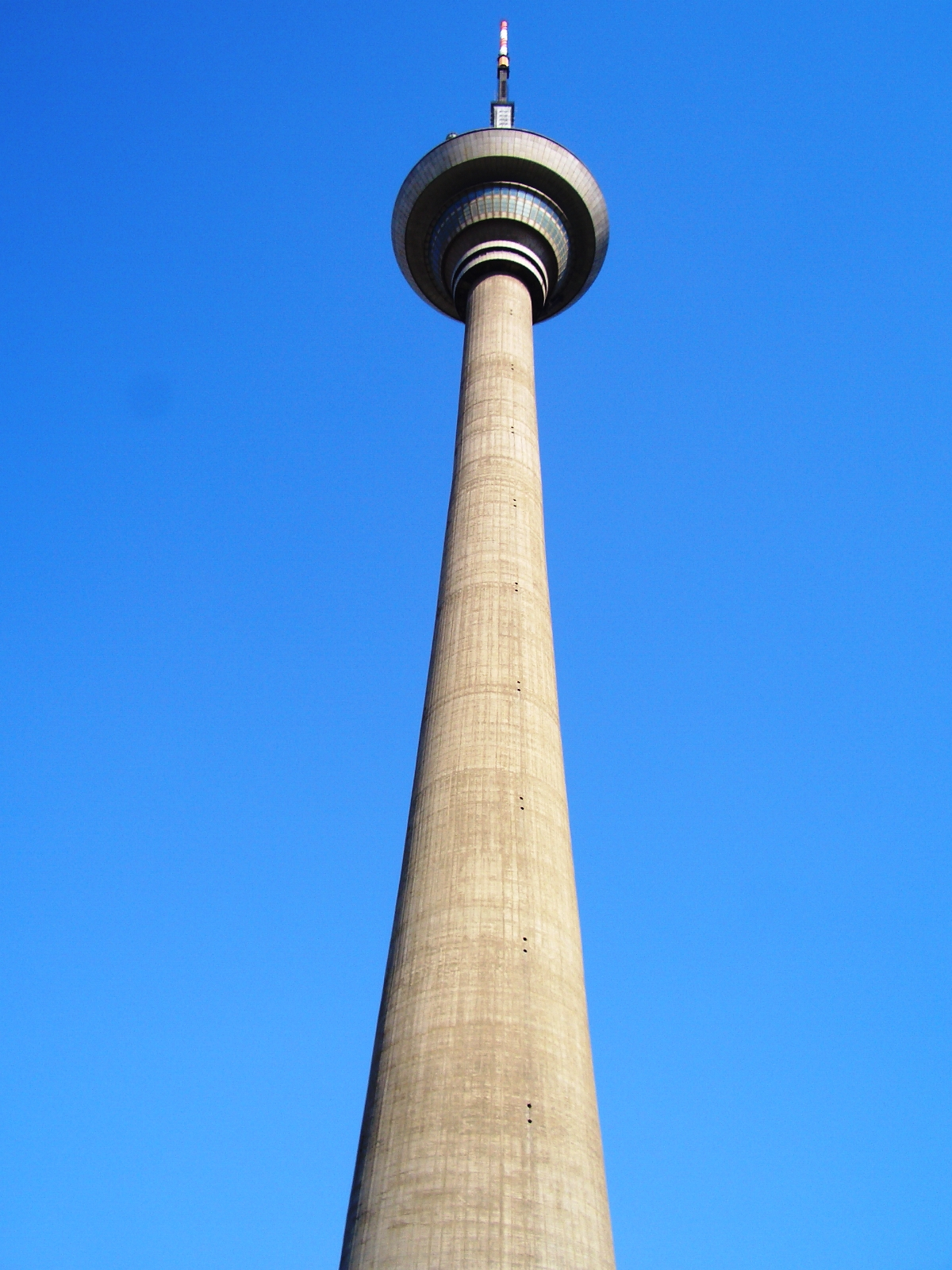
Vista de la torre de televisión de Tianjin desde su base.

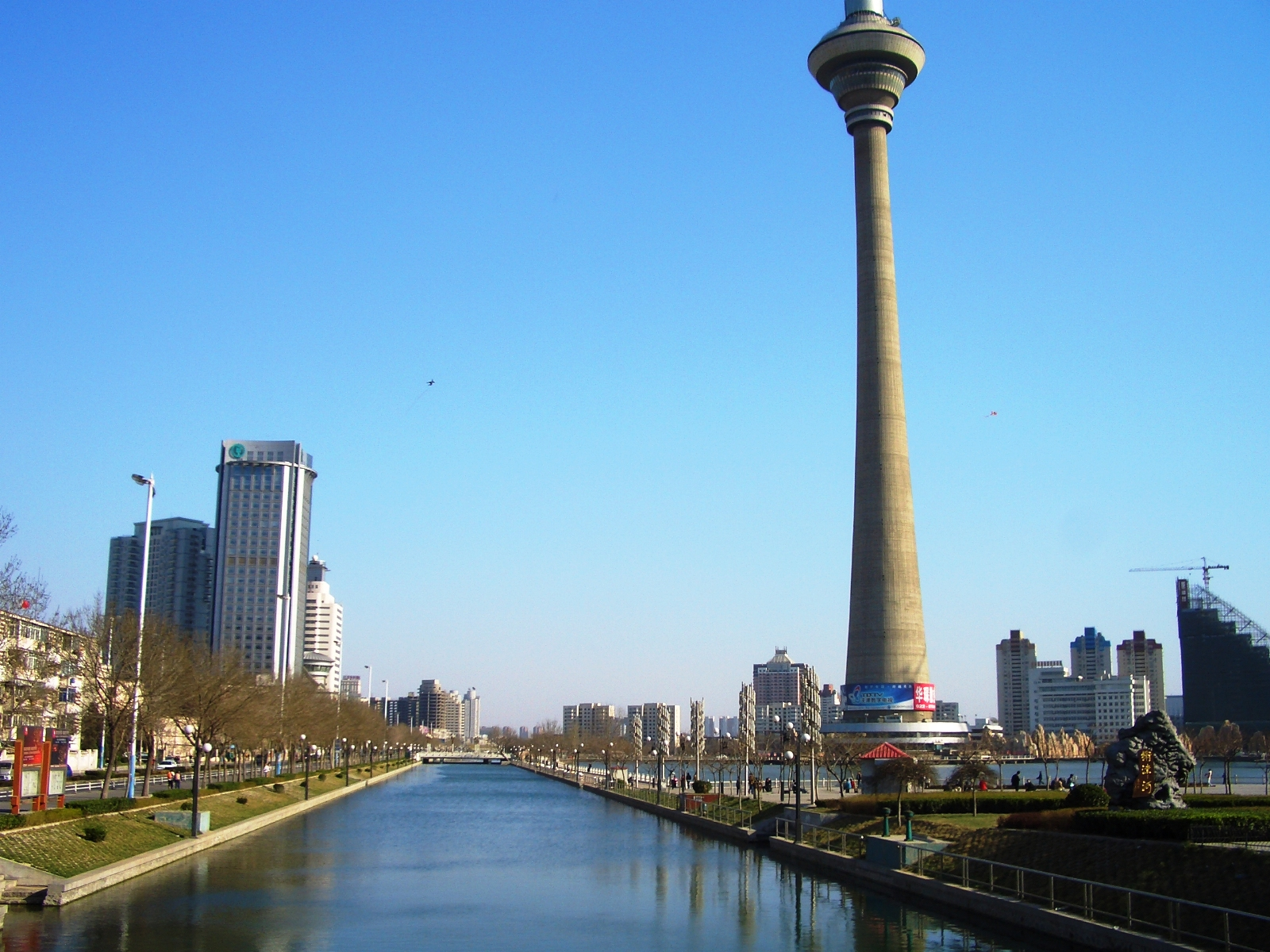
Vista de la torre de televisión de Tianjin y alrededores.

La Torre de radio y televisión de Tianjin es una torre de radiodifusión de 415,2 metros en Tianjin, China, utilizada fundamentalmente para comunicaciones. Fue construida en 1991 y su coste fue de 45 millones de dólares.  Los dos tercios superiores de la torre, aproximadamente, son un punto de observación con un espacio de 253m. (utilizados fundamentalmente para equipos de comunicaciones).